# استیو (فیلم آینده)
استیو (به انگلیسی: Steve) یک فیلم درام در حال توسعه به کارگردانی تیم میلنتس و نویسندگی مکس پورتر است. کیلین مورفی و جی لیکورگو از بازیگران این فیلم هستند.

## طرح
استیو (مورفی) مدیر مدرسه‌ای برای پسران با مشکلات اجتماعی و رفتاری است.